# York Art Gallery

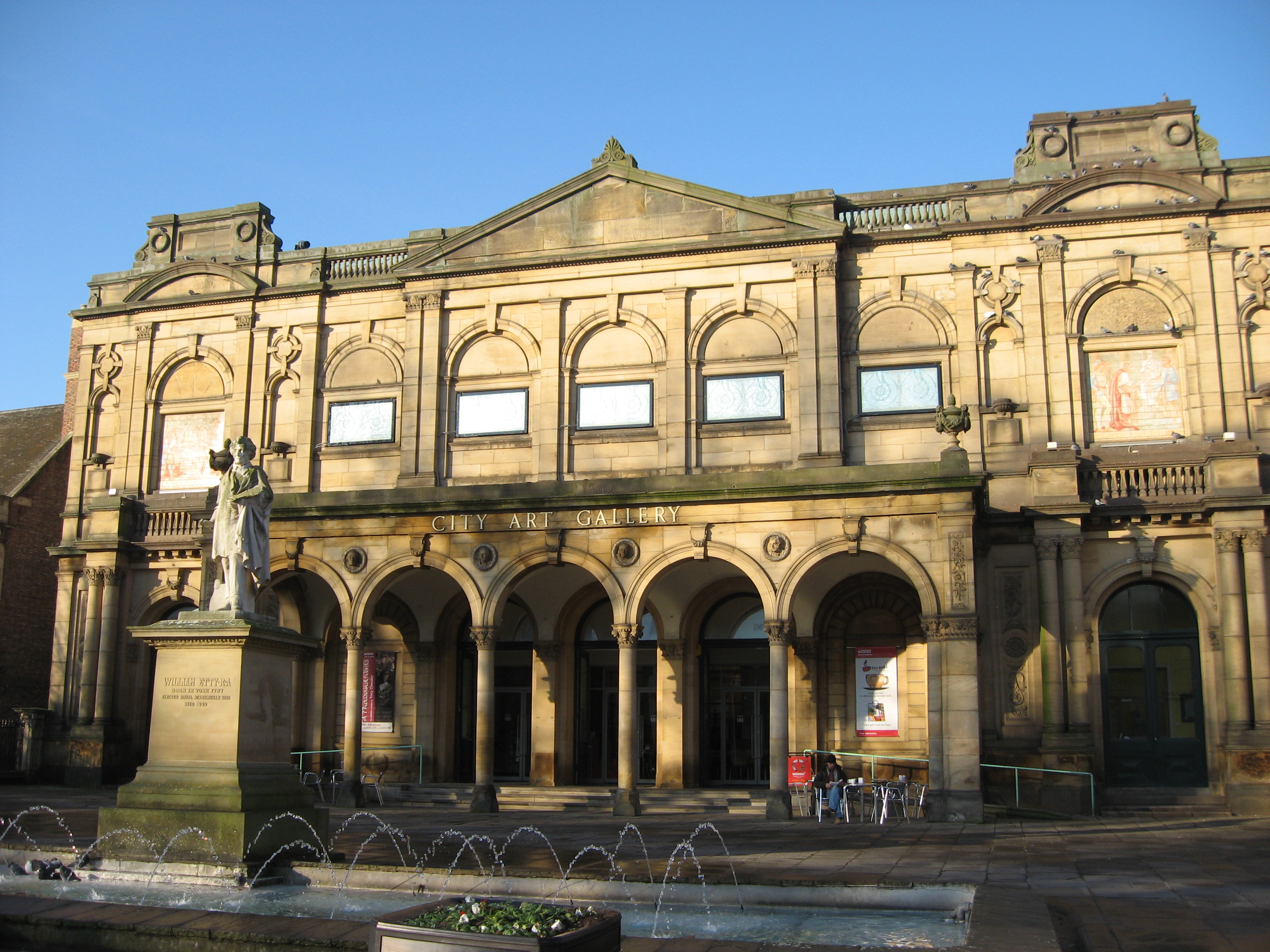

De York Art Gallery is een museum op Exhibition Square in het Engelse York. Het gebouw naar plannen van Edward Taylor werd gebouwd in 1879; de stad York kocht het gebouw en de kunstcollecties in 1892. In 1948 werd het gebouw weer geopend na beschadiging tijdens de Tweede Wereldoorlog. In 2005 en 2013 werd de Gallery gerestaureerd. De collectie omvat werken van onder anderen Annibale Carracci, Giambattista Pittoni, William Turner.